# Famille Metadori
 (juillet 2024).
Pour les articles homonymes, voir Metadori.
La famille Metadori (ou Mettadori) sont une famille patricienne de Venise, originaire de Mantoue.

## Historique
Ils faisaient partie du Consilium Sapientes dès 712.
Les Metadori s'éteignent en 1344 par le décès d'un certain Luigi, président de la Zecca de Venise.

## Armes

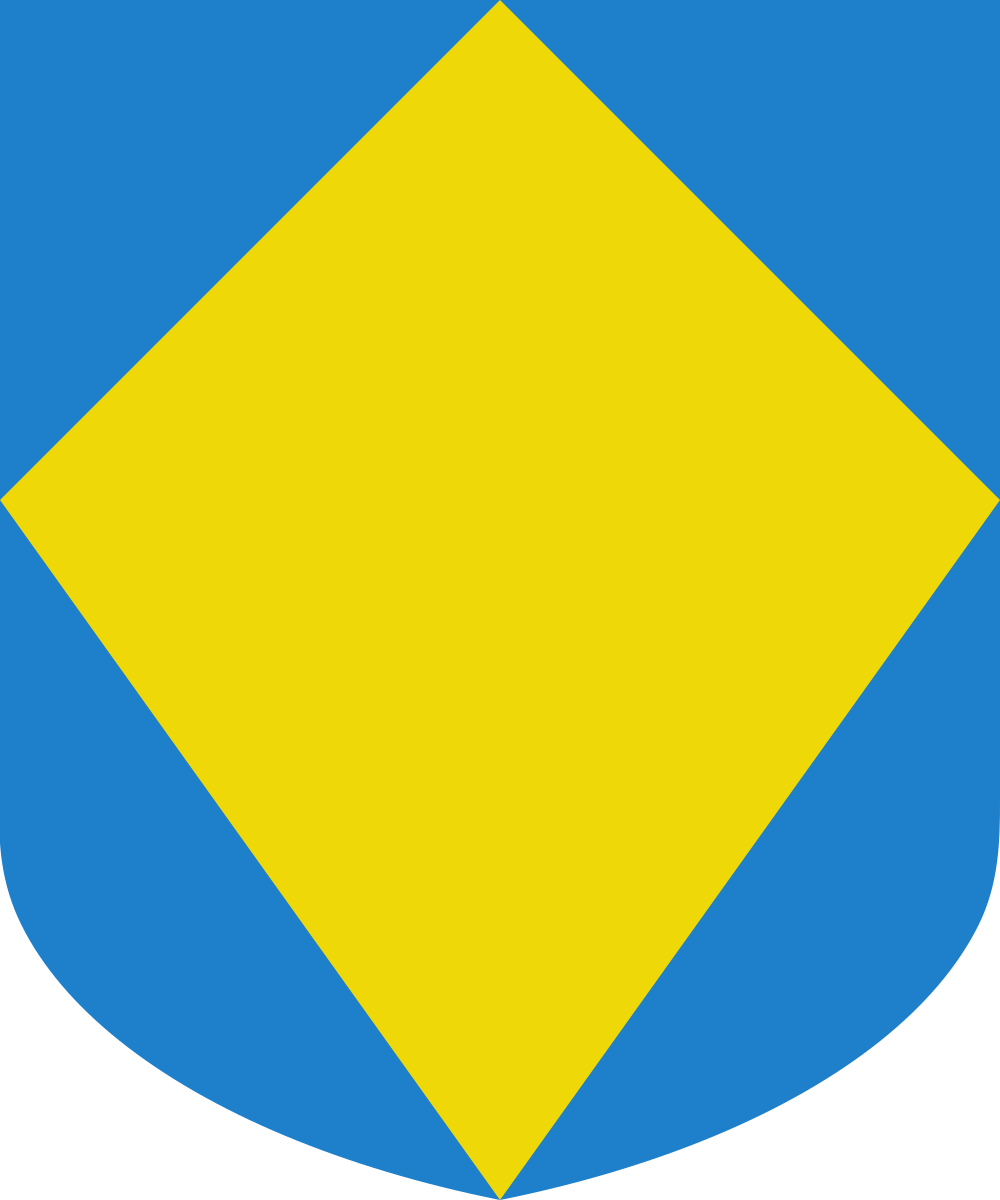
Les armes des Metadori.

Les armes de la famille se blasonnent ainsi : d'azur à une losange d'or.